# XIII - La conspiración
XIII: La conspiración es una película en dos capítulos (formato miniserie) realizada para la televisión franco-canadiense de 2008 basada en la serie de novelas gráficas homónima de los autores belgas Jean Van Hamme y William Vance, cuya trama aborda la evolución de un protagonista amnésico buscando descubrir su identidad y su pasado auténtico. La película sirvió como piloto de XIII: La Serie, que se emitió por televisión en 2011.
La película fue dirigida por Duane Clark, protagonizada por Stephen Dorff y Val Kilmer, fue producida por Prodigy Pictures y Cipango Films. Se emitió por primera vez en Francia, en octubre de 2008, por Canal+; fue seguida por NBC en EE. UU., en febrero de 2009, por Nine en Australia (como The Conspiracy), en noviembre de 2009, y por Five en el Reino Unido, en diciembre de 2009 (donde se mostró como una sola película en lugar de las dos partes).

## Argumento
La primera mujer presidenta de Estados Unidos, Sally Sheridan (Mimi Kuzyk), es asesinada por un francotirador durante su discurso en espacio público el Día de los Veteranos. Su asesino escapa por poco después de un tiroteo que involucra a una figura sombría llamada La Mangouste (Val Kilmer) o "La Mangosta". Tres meses más tarde, en Virginia Occidental, una pareja de ancianos descubre a un joven (Stephen Dorff) que yace herido en lo alto de un árbol en paracaídas. El joven es incapaz de recordar su nombre, su pasado siendo la única pista de su identidad un tatuaje en su pecho, "XIII", el número romano para el 13.
Mientras tanto, en la Casa Blanca, un grupo de trabajo conjunto de inteligencia, dirigido por el coronel Amos (Greg Bryk), lleva a cabo una frenética búsqueda del asesino de la presidenta. A pocas semanas de nuevas elecciones presidenciales, un sospechoso confirmado podría influir en el voto a favor de la administración actual. Al recuperar su salud, XIII busca más información sobre la huella en su cuerpo utilizando la computadora de la casa de la pareja anciana. Esto provoca que la NSA detecte su ubicación y, en breve tiempo, se presente en la vivienda  en Cape Fear un escuadrón de fuerzas especiales de élite que invade la casa y elimina a la pareja de ancianos. XIII elimina a los soldados uno por uno, mientras huye a Nueva York. donde se hace amistad con la propietaria de una tienda de fotografía, al tiempo que cibercafé, Sam (Caterina Murino), que le ayuda a identificar a una mujer en una fotografía que lleva.
Aquí intenta acceder a una tarjeta de memoria que se encuentra en su persona con la esperanza de descubrir su identidad y, sin saberlo, inicia su programa de seguimiento. Como resultado, agentes rebeldes del Servicio Secreto lo rastrean en el apartamento abandonado de la mujer, pero él los rechaza y escapa de regreso a su casa donde La Mangouste lo captura. Más tarde, XIII se despierta y se encuentra inmovilizado dentro de un camión donde La Mangouste exige saber con quién ha hablado. También le revela a XIII que él también es parte de la conspiración ya que ha sido calificado como "XII". Al escapar de sus manos, XIII regresa con Sam, donde ella le informa que el diseño en su pecho se refiere al antiguo Imperio Romano donde las sociedades secretas marcaban a los miembros leales a su causa. Luego le da algunas fotos que Kim (Jessalyn Gilsig), la mujer de la foto, había revelado allí, lo que lo convence de dirigirse al norte del estado, a Kellownee Valley.
Mientras tanto, la inteligencia del gobierno identificó a XIII a través de la videovigilancia como Steven Rowland y publica su rostro en todos los medios para eliminarlo. Aparece en la casa de Kim en Kellownee Valley, donde ella, junto con su padre, el general Carrington (Stephen McHattie) y Jones, un agente de la CIA, lo estaban esperando. Se entera de que era un exagente de operaciones especiales que se sometió a una cirugía de reconstrucción facial y fue puesto encubierto asumiendo la identidad de Rowland. El objetivo de su misión era expulsar a un grupo de fascistas que planeaban un golpe de Estado para derrocar al gobierno estadounidense para el que Rowland había sido reclutado sin saberlo. Instalados en los niveles más altos del poder, los conspiradores dirigen su propia agencia de seguridad junto con la del gobierno.
Durante este tiempo, Amos y sus agentes rodean la casa y se mudan junto con La Mangouste, quien dispara a XIII, pero falla y mata a Kim. La única forma ahora para que XIII recupere su vida es jugar al cebo, lo cual es un juego peligroso ahora ya que todavía no sabe quién es realmente. Un debate presidencial televisado se interrumpe para transmitir que XIII ha sido capturado.
Amos hace conectar y torturar a XIII para sacarle una confesión, pero sus súplicas de que en realidad no es Rowland son recibidas con incredulidad. Lo llevan de regreso a su celda de detención y mientras está allí, a partir de sus radiografías, se descubre que se sometió a una cirugía reconstructiva y que su expediente militar está clasificado. Dentro de su celda se encuentra con otro miembro de la conspiración, "XIV", que intenta silenciarlo de una vez por todas, pero escapa con la ayuda de Jones. Debido a la incompetencia de Amos, es suspendido de la investigación y el presidente Galbrain (John Bourgeois) autoriza a Calvin Wax (Jonathan Higgins), jefe de gabinete de la Casa Blanca, a asumir el cargo.
Mientras tanto, XIII y Jones son transportados a un refugio de la NSA donde Carrington revela la verdadera identidad de XIII como Ross Tanner. Le muestra fotos de su esposa y su hija, a quienes perdió en los ataques con gas sarín en Chicago, que fue una de las razones por las que aceptó originalmente la misión. Carrington también le revela que el Coronel. Jack McCall (Scott Wickware) había supervisado previamente la unidad paramilitar en la que Rowland estaba involucrado y que orquestó los ataques extranjeros en el país y en el extranjero en Haditha, Irak, y que había creído que el próximo gran objetivo de ataque coincidiría con las próximas elecciones.
XIII y Jones luego viajan a una instalación desmantelada en el norte de Montana y aquí XIII ve a McCall en un intercambio de teleconferencia con Wax y lo aborda. Intenta determinar el lugar del ataque, pero McCall se suicida. XIII luego se apodera de todo lo que McCall tenía a mano. De vuelta en la casa segura, él y Jones evalúan la evidencia, que apunta a un ataque nuclear el día de las elecciones en un colegio electoral de Maryland, e informan a Carrington, quien entabla un acalorado intercambio con Amos, después de que éste lo acusa de estar involucrado en el encubrimiento. Al mismo tiempo, Wax observa a Amos y Carrington juntos y organiza el arresto de Carrington bajo sospecha de alta traición.
Más tarde, XIII y Jones investigan en línea sobre Jasper Winthrow, director ejecutivo de Standard Electronics, de la cual una subsidiaria es Stratus Dynamics, el segundo contratista militar más grande del mundo. Jones menciona que el plan de Sheridan para reducir la presencia estadounidense en Irak y recortar miles de millones del presupuesto de defensa sería malo para el negocio de Winthrow. Luego, XIII nota un logotipo de una de las empresas subsidiarias de Winthrow, Ardent Glass (AG), que recuerda haber visto anteriormente. Así, XIII y Jones viajan a la antigua fábrica de AG en Petersburgo, Virginia, donde los conspiradores han programado una reunión. Se pelea con La Mangouste y lo mata.
De vuelta en la casa segura, XIII identifica a las personas que vio en la reunión y le dice a Jones que los escuchó hacer una enigmática referencia al lugar que señala al objetivo como Bethesda, Maryland. Luego, Amos aparece en la casa segura después de que Carrington lo envió a descubrir la verdad de Jones y XIII. Juntos se organizan para frustrar el complot.
XIII y Jones se dirigen a Maryland, donde se enfrenta a la mujer que entregó la bomba y la detiene.
Wally Sheridan, hermano del presidente asesinado, gana las elecciones nacionales. XIII luego se enfrenta a Wax en su oficina, quien afirma que es sólo el comienzo antes de suicidarse. Carrington sale de prisión y Sheridan revela en una rueda de prensa los detalles de la trama y quienes están detrás de ella. Más tarde se reúne con XIII y le agradece su servicio.
Sin embargo, mientras están en Japón, XIII y Jones descubren dos cosas. Uno, la familia de Ross Tanner no existía; las fotos fueron falsificadas. En segundo lugar, XIII tiene un flashback final: el número I no era Wax sino Wally Sheridan. Sheridan hizo matar a su propia hermana para que el vicepresidente ocupara el cargo. Luego, junto al resto de los conspiradores, coordinó ataques que hicieron quedar mal al presidente para obtener una victoria aplastante, para poder encaminar a Estados Unidos por el camino hacia una dictadura autoritaria. XIII, al darse cuenta de que han sido engañados y que no han terminado, mira a Jones y dice: "Regresaremos".

### Los XX
| Número | Nombre            | Ocupación                                                        |
| ------ | ----------------- | ---------------------------------------------------------------- |
| I      | Wally Sheridan    | Candidato presidencial / presidente electo                       |
| II     | Calvin Wax        | Jefe de Gabinete de la Casa Blanca                               |
| III    | Ellery Shipley    | Secretario de Defensa de EE. UU.                                 |
| IV     | Jasper Winthrow   | CEO de Standard Electronic                                       |
| V      | ?                 | ?                                                                |
| VI     | ?                 | ?                                                                |
| VII    | ?                 | ?                                                                |
| VIII   | ?                 | ?                                                                |
| IX     | ?                 | ?                                                                |
| X      | ?                 | ?                                                                |
| XI     | Jack McCall       | Coronel                                                          |
| XII    | Mongoose          | Asesino                                                          |
| XIII   | Steve Rowland     | Ex-operativo de las Secciones Especiales de Asalto y Destrucción |
| XIV    | Agente Kohn       | Interrogador de prisión, Seguridad Nacional                      |
| XV     | Hombre sin nombre | Bombero del túnel                                                |
| XVI    | ?                 | ?                                                                |
| XVII   | Kim Rowland       | La viuda de Steve Rowland                                        |
| XVIII  | ?                 | ?                                                                |
| XIX    | Hombre sin nombre | Conductor de vehículo blindado, Departamento de Energía          |
| XX     | Mujer sin nombre  | Oficial de Aduanas de EE. UU.                                    |

## Reparto
- Stephen Dorff como XIII.
- Val Kilmer como Mongoose.
- John Bourgeois como President Joseph K. Galbrain.
- Stephen McHattie como General Ben Carrington.
- Greg Bryk como Colonel Samuel Amos.
- Lucinda Davis como Major Lauren Jones.
- Jessalyn Gilsig como Kim Rowland.
- Caterina Murino como Sam Taylor.
- Ted Atherton como Walter "Wally" Sheridan.
- Julian Richings como Cody.
- Daniel DeSanto como agente tecnológico.
- Barbara Gordon como Martha Miller.
- Mimi Kuzyk como Presidenta Sally Sheridan, la primera Presidenta de los Estados Unidos.
- Jacqueline Pillon como XX.

## Emisiones
| País           | Locutor                         | Fecha                                           |
| -------------- | ------------------------------- | ----------------------------------------------- |
| Francia        | Canal+                          | 6 al 13 de octubre de 2008                      |
| Estados Unidos | NBC                             | 8 al 15 de febrero de 2009                      |
| Australia      | Nueve Red                       | 1 al 8 de noviembre de 2009                     |
| Reino Unido    | Cinco                           | 27 de diciembre de 2009                         |
| Austria        | ATV                             | 15 de enero de 2010                             |
| España         | Antena 3                        | 1 de abril de 2010                              |
| Alemania       | Calle 13                        | 16 al 18 de abril de 2010                       |
| Sudáfrica      | SABC 3                          | 29 de agosto – 5 de septiembre de 2010          |
| Canadá         | Escaparate                      | 2010                                            |
| Bulgaria       | AXN (subtítulada) bTV (doblada) | 4 y 5 de abril de 2010 16 y 17 de abril de 2011 |
| Países Bajos   | BNN RTL 7                       | 9 y 10 de junio de 2011 8 de julio de 2014      |
| Bélgica        | VT4                             | 22 al 29 de diciembre de 2011                   |
| Tailandia      | BBTV Canal 7                    | 11 y 12 de enero de 2012                        |
| China          | HBO Asia                        | febrero 2012                                    |
| India          | HBO                             |                                                 |
| Hungría        | Club RTL                        | 2 de febrero de 2012                            |

## Recepción de la crítica
En Metacritic, la miniserie obtuvo una puntuación media ponderada de 44 sobre 100 con base en tan sólo 6 críticas, indicando "críticas mixtas o medias". Sus mejores críticas vinieron de The Hollywood Reporter, quien dijo: "En su conjunto, no es un thriller político tan malo". Por otro lado, USA Today afirmó: "Mal reparto e interpretación (incluido un giro vergonzoso de Val Kilmer), XIII está filmado de manera tan turbia y tan mal escenificado que apenas se puede saber dónde está la gente, y mucho menos adónde van".